# Maria van Pallaes

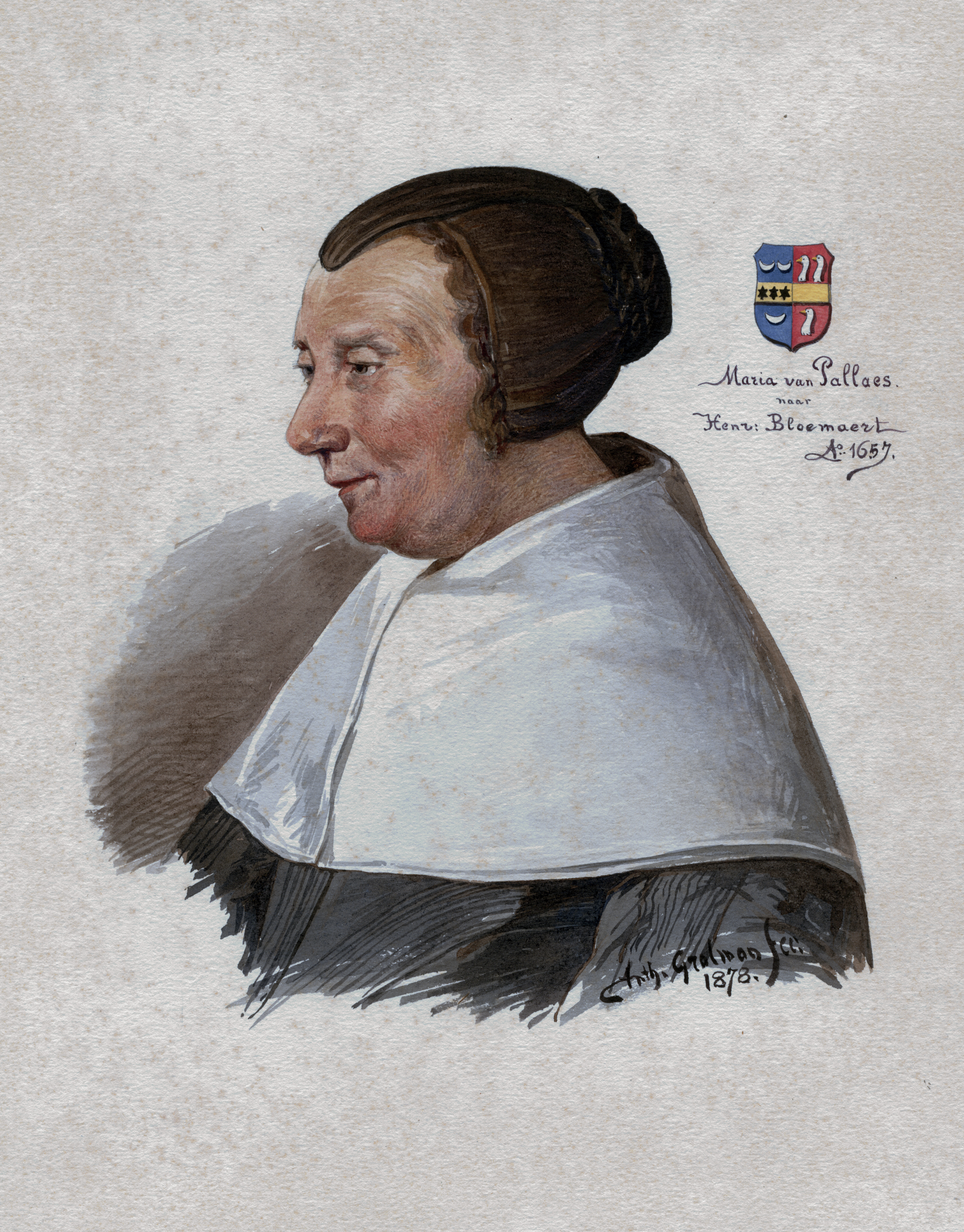
Maria van Pallaes

Maria van Pallaes (geboren 1587 in Utrecht; gestorben 23. Oktober 1664 ebenda) war eine niederländische Stifterin.

## Leben
Maria van Pallaes wurde 1587 in Utrecht geboren. Sie war das älteste Kind von Lubbert Jansz. van Pallaes (gest. 1610) und Maria Johansdr. van Reede (gest. 1649) und hatte mit Lubbertus (gestorben 1624) und Johan (gestorben 1650) zwei jüngere Brüder. Die Familien Van Pallaes und Van Reede gehörten zu alten Utrechter Patrizierfamilien. Maria wurde römisch-katholisch erzogen. Sie heiratete am 11. Januar 1606 den Anwalt am Utrechter Gerichtshof Hendrick van Schroyesteijn (gestorben 1630), der ebenfalls römisch-katholisch war. Im Ehevertrag vom 2. Januar 1606 wurde auch das Vermögen festgehalten, welches die Ehepartner in die Ehe einbrachten und daraus geht hervor, dass Maria van Pallaes mehr Güter und Kapital in die Ehe einbrachte, als ihr Ehemann. Zunächst zogen sie in die Snippevlucht, eine Straße, die bis 1700 existierte, danach ins „’t Grote Huijs“ am Oudkerkhof, wo sie bis zu ihrem Tod lebte. Im Jahr 1653 zahlte sie sechzehn Gulden Haussteuer, den höchsten Satz dieser Steuer.
Maria van Pallaes hatte mit ihrem Mann sechs Kinder, Johan, Lubbertus, Adriana, Margaretha, Livinius und Hendrick. Sie wurden höchstwahrscheinlich in einer der römisch-katholischen Geheimkirchen in Utrecht getauft. Aus dem gemeinsamen Testament der Eltern sind die Namen der fünf ältesten Kinder bekannt, denn in dem Testament wurde ohne Angabe von Gründen festgelegt, dass Johan, der älteste Sohn, keinen Anteil am Erbe haben sollte. Weiter wurde dort festgehalten, dass er sich in Brabant aufhalten würde und nicht nach Utrecht zurückkehren wolle. Das Schulgeld, welches seine Eltern für ihn gezahlt hatten, sollte er als seinen rechtmäßigen Anteil betrachten. Dem Testament wurde 1628 dieser Zusatz hinzugefügt, in dem das jüngste Kind Hendrick ebenfalls nicht erwähnt, vermutlich, weil er erst später geboren wurde. Nicht lange nachdem dieses Testament aufgenommen worden war, starb Hendrick van Schroyesteijn. Maria van Pallaes überlebte ihre Kinder, von denen nur die Tochter Margaretha heiratete. Adrana schloss sich den Karmeliterinnen in Antwerpen an und Hendrick wurde Priester. Enkelkinder hatte Maria van Pallaes keine, da die Ehe ihrer Tochter Margaretha kinderlos blieb.

## Stiftung

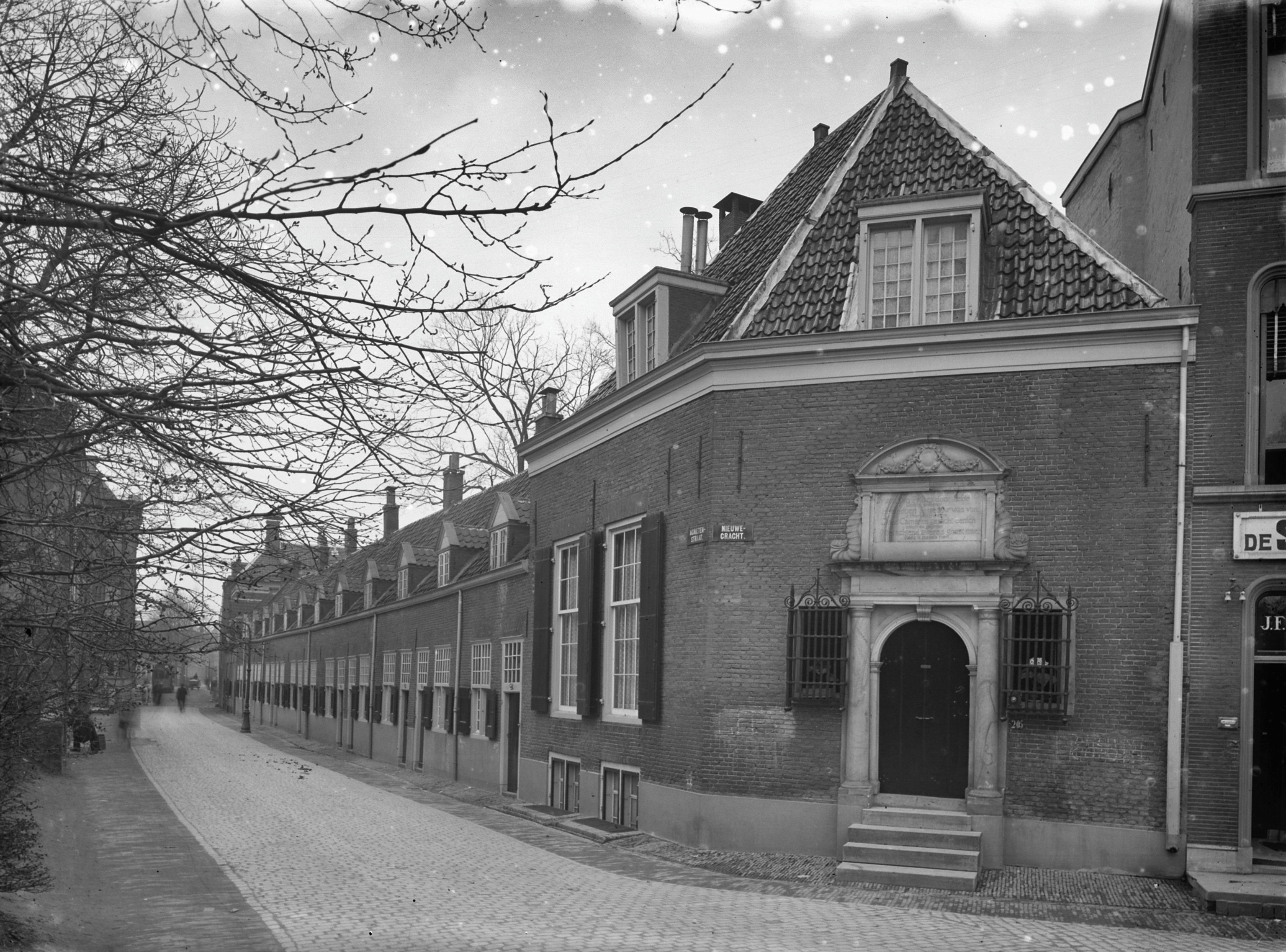
Die Zwölf Häuser von Maria van Pallaes

Im Jahr 1649 lebte nur noch ihre Tochter Adrana. Da sie als Nonne jedoch kein Erbe antreten konnte, bestand die Gefahr, dass ihr Erbe, welches aus mehreren Häusern in Utrecht, sowie Ländereien und Bauernhöfe in der Umgebung bestand, nach ihrem Tod an die Gemeinde fallen könnte. Deswegen reichte Van Pallaes im Jahr 1649 bei den Staaten von Utrecht einen Antrag auf freie Verfügung über ihr Eigentum ein. Um das Familienkapital sinnvoll zu verwenden, beschloss sie, die Armenfürsorge zu unterstützen. Sie kaufte 1651 ein Grundstück und ließ darauf zwölf „Cameren“ (Häuser) mit einem „Refectiehuis“ (Esszimmer) errichten, die eine kostenlose Unterkunft für arme Menschen bieten sollten, die sonst keine Hilfe erhielten. Diese armen Bewohner der Häuser erhielten jährlich ihr „Preuven“ (kostenlose Nahrung und Brennstoff). Auch die Arzt- und Bestattungskosten wurden von der Stiftung übernommen.
Das Testament von Maria van Pallaes wurde zwischen 1656 und 1662 mehrfach geändert. Im Jahr 1656 vermachte sie einige Güter der Stiftung, damit der Erlös zur Deckung der täglichen Kosten verwendet werden konnte. Dann wurde 1659 die verwitwete Tochter ihres Broders Johan als Universalerbin eingesetzt. Nachdem diese jedoch im Jahr 1660 den Reformierten Johan van Egeren heiratete, änderte Van Pallaes ihr Testament erneut. Schließlich hielt sie 1662 in ihrem Testament verschiedene Vermächtnisse für verschiedene Personen fest, den größten Teil ihres Erbes sollte ihre Stiftung erhalten. Vier Erben wurden als Testamentsvollstrecker eingesetzt, diese hatten die Güter und das Vermögen der Stiftung zu verwalten. In dem Stiftungsbrief, den sie drei Tage später aufsetzen ließ, legte sie die Regeln für die Belegung und Aufteilung der Häuser fest.
Maria van Pallaes starb am 23. Oktober 1664 im Alter von 77 Jahren nach langer Krankheit. Entsprechend ihres Ranges und Reichtums wurde sie in der Domkirche, der Buur-Kirche, der St.-Johannis-Kirche und der St.-Nikolaus-Kirche aufgebahrt. Am 7. November 1664 wurde sie im Familiengrab der Van Pallaes im Kirchenschiff der Domkirche in Utrecht beigesetzt, die zehn Jahre später bei einem Tornado einstürzte.

## Archiv

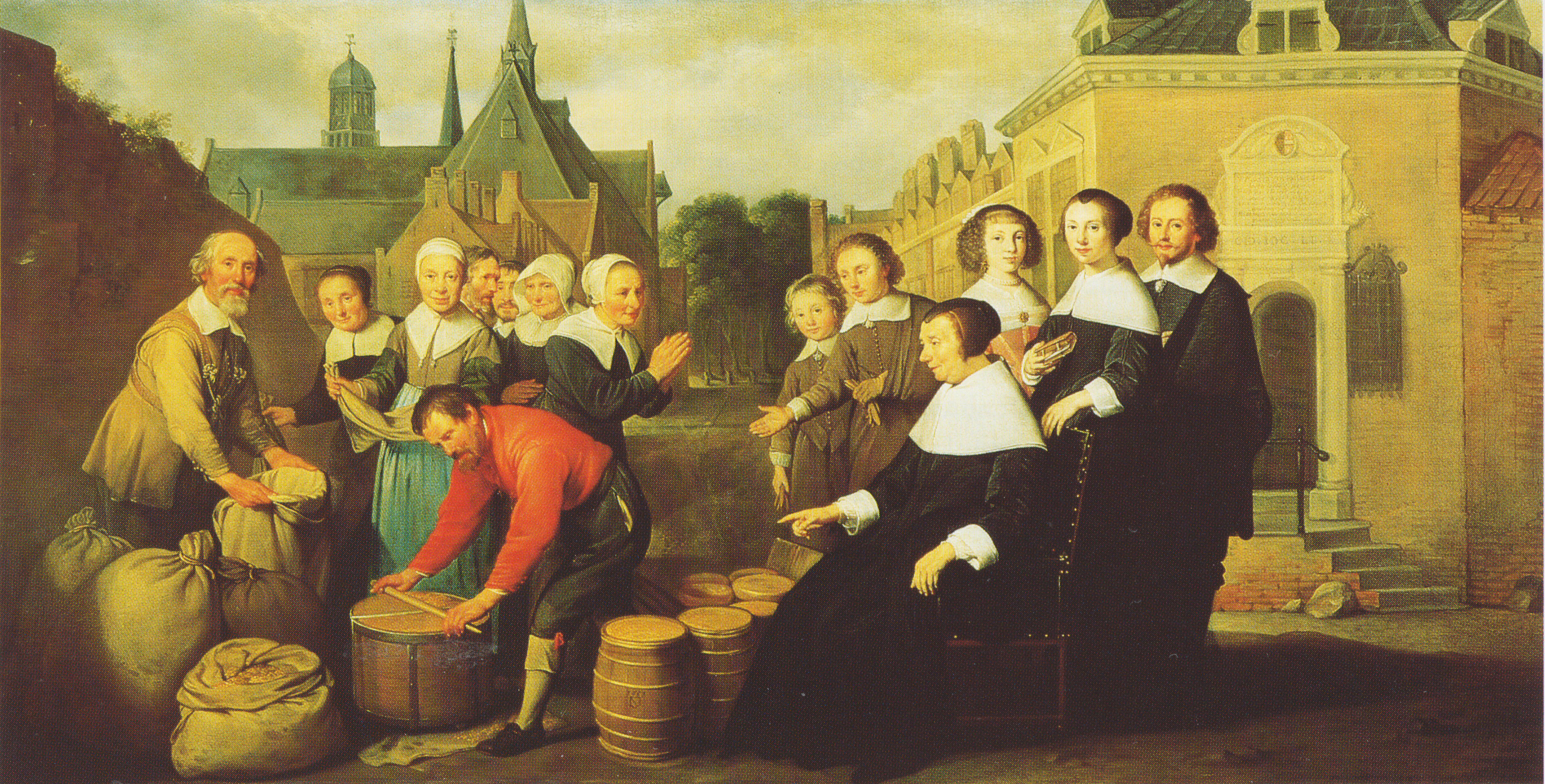
Gemälde von Hendrick Bloemaert

Das Archiv der Maria van Pallaes-Stiftung ist sehr umfangreich. Zu ihm gehört auch das Stiftungbuch, in dem das Inventar des Refektoriumhauses, sowie die Güter und das Kapital der Stiftung aufgezeichnet ist. Auch Dank dieses Buches konnten die abgebildeten auf dem Gemälde von Hendrick Bloemaert identifiziert werden. Das Gemälde wurde 1657 im Auftrag von Maria van Pallaes angefertigt. Links befindet sich eine Gruppe armer Menschen, die ihren Unterhalt entgegennehmen, rechts Maria van Pallaes, in der Mitte und hinter ihr von links nach rechte ihre verstorbenen Kinder Livinius, Hendrick, Margaretha, Adriana und Lubbertus. Bloemaert hatte die Kinder nach Porträts gemalt, die im Haus von Van Pallaes hingen und nach ihrem Tod eine Cousine erbte. Das Gemälde hing über dem Kaminsims im Reflexionsraum. Seit 1924 befindet es sich im Centraal Museum in Utrecht.
Die Stiftung wurde bis ins 19. Jahrhundert durch zwei Regenten geleitet, die stets von ihren Vorgängern ernannt wurden. Die Naturalausschüttung wurde 1849 durch einen Betrag von zehn Gulden zuzüglich einen Scheffel Kartoffel und einen Scheffel Kohle ersetzt. Im Laufe der Zeit wurde die Stiftung um 28 Häuser erweitert. Diese wurden aus den Erlösen des Nachlasses von Maria van Pallaes erbaut. Die Verwaltung wurde 1910 der Gemeinde übertragen und 1978 kaufte die Gemeinde das Grundstück, die Gebäude mit den „XII Cameren“ und das Refectiehuis, das zu einem Wohnheim umgebaut worden war. Zwei Jahre später übertrug die Gemeinde die zwölf Häuser und das Refektoriumshaus dem Utrechter Denkmalfonds. Noch heute erinnert der Komplex an Maria van Pallaes. Über dem Eingang zum Refektoriumshaus findet sich im Fassadenstein:„Maria van Pallaes, getrieben von der Liebe Gottes, gründete als sie die Witwe von Herrn Schroyesteyn war, diese Kammern [und] sorgte für ihren Unterhalt, ohne auf die Gunst der Welt zu achten, sondern [auf ihren] Platz im Himmel.“